# 中亚历史

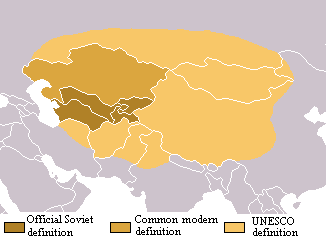
中亚地图，表示对中亚的三种不同定义

中亚历史深受中亚地区的气候和地理特点的制约。由于干旱，该地区很难进行农业生产，而由于远离海洋，也使得该地区难以进行贸易。因此，该地区少有大城市，数千年来，都被草原上游牧的马背民族所主宰。
草原的游牧民族和中亚周边的定居民族之间，长期相互冲突。游牧的生活方式很适合于打仗，中亚草原的骑兵成为世界上军事力量最为强大的势力，但由于其内部不统一，其战斗力受到了很大限制。每过一段时期，由于强势领袖的出现，或者其他情况的变化，都会把各部落统一起来，並建立一个几乎难以阻挡的强权。例如匈人对欧洲的入侵、五胡乱华，以及最为著名的蒙古对欧亚大陆的征服活动。 
16世纪的时候，定居民族学会使用火器，游牧民族对中亚的统治便开始走向衰亡。俄国、中国以及其他列强向该地区扩张，並在19世纪获得了对该地区的控制。 俄国革命之后，中亚的大部分地区被并入苏联，只有蒙古保持名义上的独立，但也实际上是苏联的卫星国。苏联对中亚地区的统治，带来了工业化和大量基础设施的建设，但也伴随着对地方文化的压制，集体化项目的失败导致很多人死亡，长期以来，该地区的民族关系都很紧张，也出现了一些环境问题。
随着1991年苏联解体，中亚五国获得了独立，在所有的新兴独立国家，前共产党官员都继续得以保持权力。

## 史前时期
史前，人类在大约4万至5万年前来到中亚地区，使得该地区成为最早有人类居住的地区之一。然而，对这一地区的考古学证据尚不充分，而此前人类在非洲和澳大利亚的考古证据则较为知名。 一些研究表明，该地区的人是以后的欧洲、西伯利亚以及北美洲居民的最可能的祖先。  中亚也常被认为是印欧语系的发源地。
中亚人在公元前4千年开始驯养马，在公元前2千年开始使用马车，从而产生了游牧的生活方式，这一生活方式在随后数千年内主宰了该地区。 
分散居住的游牧群落饲养绵羊、山羊、马和骆驼，每年迁徙以寻找新的水草。人们生活在帐篷中，这样易于迁徙。
虽然，在半干旱草原上，游牧成了主导生活方式，但在中亚更加湿润的地区，也出现了小城市国家以及农业社会。在公元前第2千年纪早期的 Bactria-Margiana Archaeological Complex 是该地区第1个定居文明，从事灌溉农业，可能有某种文字。Bactria-Margiana 可能和当时的青铜时代的安德罗诺沃（Andronovo）文化有所交流，该文化发明了有轮战车，在西西伯利亚、俄罗斯、以及哈萨克斯坦部分地区居住，并延续到了公元前第1个千年纪。
随后，費爾干納盆地最为强大的粟特（Sogdian）城市国家崛起，控制了该地区。在公元前1世纪这些城市成了丝绸之路的商人，并从这些贸易中获利颇丰。在草原上游牧的民族依靠这些定居民族获得大量自己难以生产的货物，当能力允许，他们会通过贸易获得这些物资，但由于游牧民族通常无法生产这些定居民族感兴趣的货物，因此他们通常会通过战争进行掠夺。

## 外部影响
在公元前第1和第2千年纪，在中亚南部边缘地带崛起了一系列大国，这些帝国试图征服草原的人民，但其收效有限。
米底帝国和阿契美尼德帝國都曾统治过部分中亚地区。中国也曾试图将其势力扩张到西域。尽管这些列强军事力量强大，但都无力征服游牧民族。面临入侵的时候，游牧民族会都会向草原深处撤退，等待入侵者撤退。由于所有财富都可随车队运走，没有城市拖累，因此游牧民族无需恋战。
有些帝国通过创建城市、控制贸易中心而成功的深入中亚腹地。亚历山大大帝的征服活动，将泛希臘文明扩张到了极东亚历山大城（公元前329年建立于今塔吉克斯坦）。亚历山大大帝死于公元前323年，他死后，其中亚的领土就在Diadochi战争中落入塞琉西帝国帝国手中。公元前250年，该帝国的中亚部分成立了希臘巴克特里亞王國（Greco-Bactrian；中國史書稱之為大夏王國），该王国和印度及中国都保持着密切的联系，直到公元前125年灭亡。这个印度-希腊王国主要位于旁遮普（Punjab），但也控制着相当一部分阿富汗，它是扩展有希臘風格的佛教藝術的先锋。从公元前2世纪到公元4世纪之间，貴霜王国兴起，控制了该地区的广大范围，并延续了泛希臘文化和佛教传统，由于它们地处和中国相连的丝绸之路，因此兴旺发达。

## 外部連結
- 飽受戰火蹂躪的「山國」－阿富汗簡史（页面存档备份，存于）